# شربت (دارو)

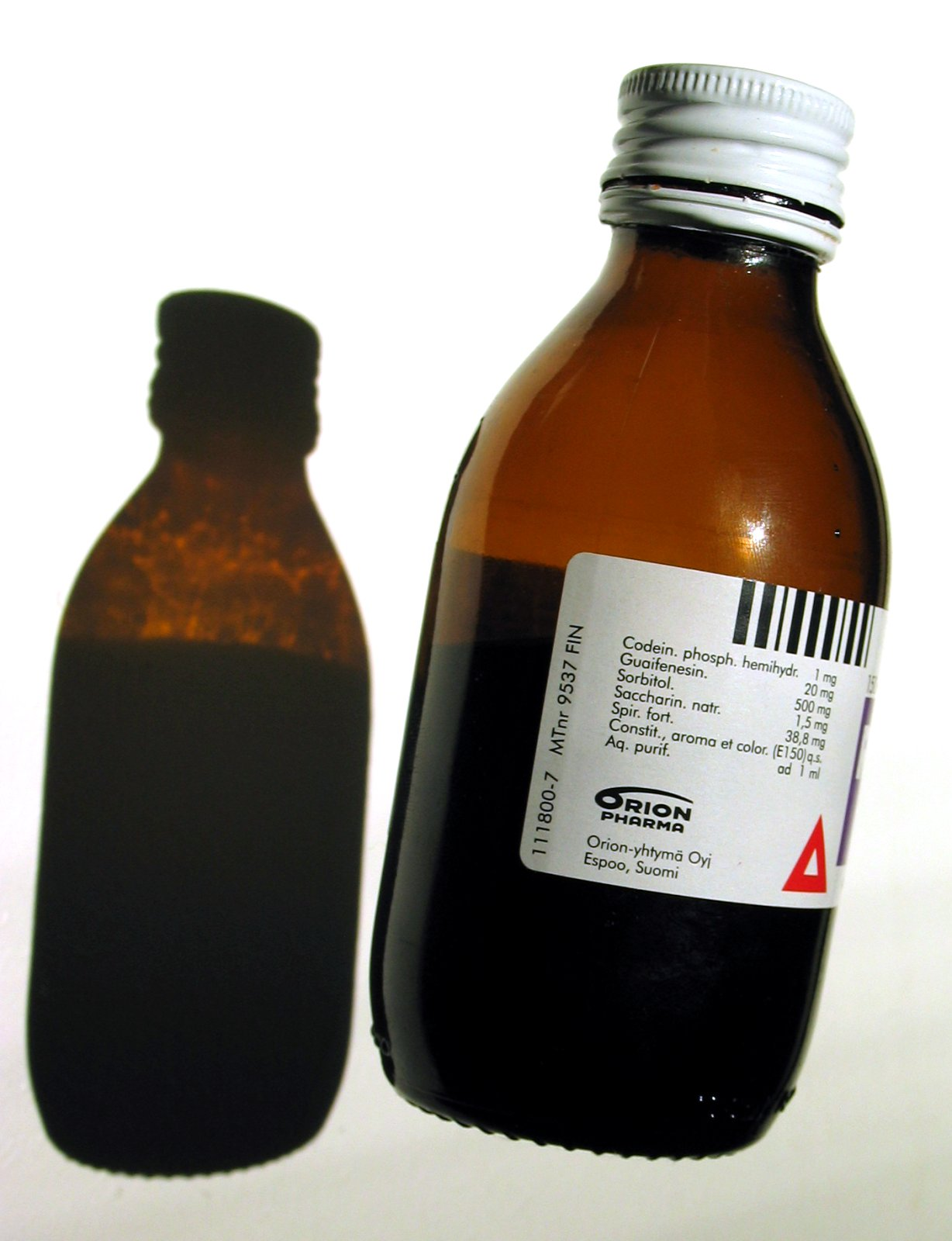
شربتی برای سرماخوردگی

شربت، در داروسازی، فراوردهای مایع، تغلیظ‌شده، و حاوی شکر یا مواد جانشین‌شوندهٔ آن است. شربت‌ها از بهترین فراورده‌های خوراکی به‌خصوص برای کودکان می‌باشندمانند شربت استامینوفن به خصوص که بلع آن‌ها در مقایسه با قرصها و کپسول برای خردسالان آسان تر  ، است. در شربت‌ها مزه نامطبوع مواد دارویی به واسطه شیرینی شکر و همچنین چگالی زیاد مایع حس نمی‌شد. با آن که شکر پرمصرف‌ترین شیرین‌کننده در تهیه شربت می‌باشد، اما در مواردی از مواد شیرین‌کننده دیگری نظیر دکستروز، سوربیتول، گلیسیرین، ساخارین و هیدروکسی اتیل سلولز نیز استفاده می‌شود. علاوه بر شکر سه ماده اول پس از ورود به بدن در نهایت به گلوکز تبدیل می‌شوند (مواد قندزا یا Glucogenic) در حالیکه دو ماده آخر چنین خاصیتی را ندارند. (مواد ناقندزا یا Non Glucogenic).
استفاده از شربت‌های حاوی مواد قندزا برای افراد مبتلا به دیابت مناسب نیست. مانند شربت مولتی‌ویتامین.